# 銀河鉄道999 (アニメ)
『銀河鉄道999』（ぎんがてつどうスリーナイン）では、松本零士作のSF漫画『銀河鉄道999』を原作とした各種アニメ作品について解説する。

## テレビアニメ

### 作品解説
フジテレビ系列で、1978年9月14日 - 1981年3月26日に全113話 + テレビスペシャル3話が放送され、翌1982年に総集編が放送された。東映動画製作。文化庁推薦作品。最高視聴率は22.8%。なお後述する劇場アニメ版の製作はテレビシリーズ放送開始の3日前に決定されていた。
アニメ化にあたってはさまざまな工夫がなされた。チーフディレクター・西沢信孝がこだわったのは旅をする鉄郎の内面をどう表現するかであった。以下に例示する。
1. 意図的に色調を全体的に暗くすることで、鉄郎が訪れる惑星で直面するさまざまな出来事に対し、悩みや疑問を抱く鉄郎の心理を表現。
2. 鉄郎への感情移入を視聴者に促す演出として、『宇宙戦艦ヤマト』にもみられた女性スキャットの挿入、叙情的なバイオリンの音楽を多用。
3. センチメンタル、ノスタルジックな情感を視聴者に与えるため、惑星や人々との別れの様子を尺を長く使って細かく描写。特に各話終盤における、999が発車した直後の車内にいる鉄郎らと惑星に残された人々の表情や感情を、時にオーバーレイや声優によるモノローグなどをも駆使して、それぞれ丁寧に描いている。
4. ナレーター・高木均によるエンディングでの朗読。その時間に1分とることで作品を締め、話を盛り上げ、幻想的な雰囲気作りを行った。エンディングは、このナレーションに加え上記の3つの要素も合わさることで、相乗効果を生んでいる。

そのストーリーの多くは他の漫画原作アニメ同様に「原作をトレースするスタイル」で、原作のストックが尽きた際には別の松本短編作品をアレンジしたアニメオリジナルエピソードなども盛り込まれた（各話リストも参照）。低年齢視聴者への配慮として過激な台詞回しを抑えたり、結末を変更した作品もある。また、作中のヒロイン・メーテルのヌードシーンなどを一部カットする一方で、原作よりも過激で暴力的な表現も多々見られた。また、文化庁推薦のアニメでありながら10歳の鉄郎が飲酒を行うシーン（「時間城の海賊」ほか）があるなど、教育上、問題のある場面もある。なおテレビアニメ版の最終回は漫画版終了前の放送であったため、原作の結末とも映画版の結末とも異なった独自の展開となっているが、終着駅の消滅とそれに伴うプロメシュームの死、メーテルとの別離という基本的な流れは踏襲されている。
次回予告を車掌役の肝付兼太が行い、最後に「次回の銀河鉄道999は、（次回タイトル）に停まります」で締めることが定番であった。例外として、新番組予告の際には「（タイトル）は、いよいよ出発進行!」で、最終回予告の際には「（タイトル）に到着します」でそれぞれ締められている。また、最終話（第113話）のみ、冒頭で表示されるサブタイトルの読み上げも行っている。
スポンサーのポピー（現・プレックス）からは関連商品として、999号に加えて111号から888号までのダイキャストのおもちゃが発売されて、オープニングアニメやアイキャッチなどに登場したが、売り上げは今ひとつだったとされる。

### 再放送
本放送終了後はフジテレビで再放送が数回行われた後、1993年末には日本テレビにおいて3日連続で「歳末波動砲! 松本零士スペシャル」と銘打ち、OVA『ザ・コクピット』と共に、「永遠の旅人エメラルダス」をのぞくテレビスペシャル2本が放送された。1996年には同局にて4月から9月にかけ、テレビシリーズの再放送も行われている（時間帯はともに16時台)。このほか、BSフジ、NHK衛星第2テレビジョン（2010年8月）などでも再放送が行われた。2015年2月からフジテレビTWOにて再び放送されて、2016年にはテレ朝チャンネル2でデジタルリマスター版の再放送を開始したほか、tvkでも2020年7月5日から再放送が開始された。
2008年9月よりアニマックスで放送が開始された際には、放送中のCMで「銀河鉄道999クイズ」と題し、車掌役の肝付兼太によるナレーションで本作を収録したDVDやその他関連商品が当たるプレゼントクイズが行われたほか、アニマックス主催により「ミス銀河鉄道999 〜あなたの選ぶメーテル〜」と称してメーテルに似た女性を募集するコンテストも開かれた。審査委員長は原作者の松本が務め、グランプリには元チェキッ娘の藤岡麻美が選ばれた。2009年には15歳未満の男子を対象として「ミス銀河鉄道999」同様にアニマックス主催で鉄郎そっくりの少年を募集するコンテスト「銀河鉄道999 あなたの選ぶ鉄郎」も開かれた。
北海道ではテレビ北海道開局に伴い1990年代末〜2000年初めにかけて19：30から放映されていた時期がある。

### 劇場版との世界観の相違
後述のりんたろう監督作品である劇場版アニメが冒険活劇、青春ものの作品としてまとまっているのに比べると、原作からのトレースが多いこのテレビアニメ版は、男女間の恋愛や家族愛による人間同士のつながりと、その反面として人間（多くの場合は大人）が陥りがちな愚かさや孤独、弱さがより強調されたエピソードが目立つ。こうした設定の背景として、格差社会や死の運命、時間の流れなどがもつ不条理さを描いている。また、人間による植民地支配や奴隷制、独裁国家の歴史を下地にした描写も多く見られるほか、一部の挿話で公害やゴミ問題など人間社会の負の部分を取り上げた描写も見られた。
エメラルダスやハーロックなど、他の松本作品のキャラクターが登場するエピソードもあるが、彼らが前線で目立った活躍を見せていた劇場版に比べると、テレビアニメ版ではエメラルダスは代理が乗っ取りを謀っており、ハーロックは偽者が羽振りを利かせているといった状況で直接戦闘にも加わらないなど、いずれもほぼ原作に準じた描写となっている。

### 主な登場人物
※銀河鉄道999の項も参照。ナレーターは高木均で、原作でいうところのキャラクターの心中や状況説明などに使用される「巻紙」の役回りである。
星野鉄郎（ほしの てつろう）
声 - 野沢雅子
主人公。永遠の命を求めてメーテルとともに999号で旅をする少年。年齢は10歳。
メーテル声 - 池田昌子
ヒロイン。第1話から登場。鉄郎とともに999号で旅をする謎の美女。
車掌
声 - 肝付兼太
999号の車掌。テレビ版では第2話で初登場。以後ほぼすべての回に登場するが、第80・81・97話など登場しない回もある。
また肝付は、一部スペシャル番組を除いたテレビ版のすべての回の次回予告を担当し、車掌以外にも1シーンのみ登場する男性キャラクターの声としてたびたび登場している。
鉄郎の母 / 星野加奈江（ほしの かなえ）
声 - 坪井章子
第1話で機械伯爵に撃たれ鉄郎と死別するが、その後も鉄郎の回想などを通じてたびたび登場する。原作と映画1作目においては機械伯爵によって剥製にされているが、テレビ版では剥製にはされていない。
原作、アニメともに劇中で「加奈江」という名前は出てこないが、『銀河鉄道999 PERFECT BOOK』などの関連書籍でこの名前を確認できる。
また坪井はこの他に、第37話でジミー役、第52話でアルテミスの母親役も演じている。
機関車 / C62形50号機
声 - 戸谷公次（ - 第8話、第50話 - 最終話）、山田俊司（第14 - 45話までの一時期）
999号の機関車コンピューター（人工知能）。「機関車」やC62形の愛称「シロクニ」と呼ばれる。時折、車掌と口喧嘩をする。原作及び劇場版での機関車は実際に存在したC62形の48号機であるが、テレビ版のみ架空の50号機となっている。
謎の声 / メーテルの父
声 - 田中崇（現・銀河万丈）
メーテルに指令を出す謎の男性の声として第1話から登場、物語の終盤でその正体がメーテルの父であることが明らかになる。
また田中はこのほかに、第66話でタト役、第89話でホワイト役も演じている。
プロメシューム
声 - 来宮良子
物語終盤の鍵を握る人物であり、メーテルの母。テレビ版では第108話「マカロニグラタンの崩壊」で初登場。

### スタッフ
- 企画 - 別所孝治、横山賢二、小湊洋市
- 原作 - 松本零士
- 音楽 - 青木望
- 指揮 - 中谷勝昭
- 演奏 - コロムビア シンフォニック・オーケストラ
- チーフディレクター - 西沢信孝
- 製作担当 - 佐伯雅久
- 美術設定 → チーフデザイナー - 浦田又治
- キャラクター設計 - 荒木伸吾（初期数話のみ）、湖川滋（31話からクレジット表記が滋から「友謙」に変更）
- 総作画監修 - 湖川滋（1 - 63話、74 - 88話）、小松原一男（64 - 73話）
- 制作 - フジテレビ、東映動画

### 主題歌
オープニングテーマ - 「銀河鉄道999」 / エンディングテーマ - 「青い地球」
作詞 - 橋本淳 / 作曲 - 平尾昌晃 / 編曲 - 青木望 / 歌 - ささきいさお・杉並児童合唱団
主題歌シングルは、オリコンの「TVマンガ・童謡部門」のチャートで1979年度の年間チャート1位を記録した。
主題歌のアニメーション
オープニング曲（OP）では鉄郎やメーテルといった登場人物が一切映らず、主役メカ・999号をはじめとする列車が宇宙空間を飛び交うというものである。3つのバージョンがあり、1番目のものは第7話まで、2番目のものは第8話から第29話まで、3番目のものは第30話から最終話までとなっており、3番目が一番長い期間使用されている。なお、OPに登場する列車や3番目のバージョンに登場するオメガベースなどはすべて、スポンサーのポピーより商品化されている。
OP時画面の下部に表示される手書きの歌詞は当時、低年齢視聴者を意識して極力ひらがな・カタカナで表示されることが多かったのに対し、本作OPではほぼ作詞者の記述通りに漢字が使われ、ルビも振られなかった。
最後に「フジテレビ 東映」とクレジット表記されるため、他の系列局で再放送される場合には最後の部分だけクレジット表記を修正した止め絵になる場合が多い。日本テレビでの再放送ではクレジット表記を修正した動画で放送され、1番目のものが最終話まで使用された。
エンディング曲の映像は登場人物がメインとなっている。2パターンがあるが、2パターン目はメーテルの横顔を右半分に大きく取り、左側で鉄郎がゆらゆら浮遊するように映っている場面でバックに列車が追加された程度のマイナーチェンジである。イントロ部分で独楽のように回転しているオブジェは、第1話で鉄郎の母が鉄郎に遺した形見のペンダントである。

### 各話リスト
各回のサブタイトルは基本的に原作と同様である。前半パートと後半パートで使用されたエピソードが異なる回では、後半パート側の原作サブタイトルが使用されている。『999』以外の松本の他作品を原作とした回には、その作品タイトルを備考欄に記した。これらを収録している短編集の表題については脚注を参照。タイトルコールはなしだが、最終話のみ肝付兼太がタイトルコールを勤めている。
| 話数 | 放送日   | サブタイトル             | 脚本     | 演出       | 作画監督   | 美術     | 備考                                                              |
| ---- | -------- | ------------------------ | -------- | ---------- | ---------- | -------- | ----------------------------------------------------------------- |
| 1    | 9月14日  | 出発のバラード           | 山浦弘靖 | 西沢信孝   | 兼森義則   | 窪田忠雄 |                                                                   |
| 2    | 9月21日  | 火星の赤い風             | 藤川桂介 | 明比正行   | 落合正宗   | 勝又激   |                                                                   |
| 3    | 9月28日  | タイタンの眠れる戦士     | 吉田喜昭 | 湯山邦彦   | 田中保     | 山口俊和 | 前半は「透明の女ガラスのクレア」 後半は「タイタンの眠れる戦士」   |
| 4    | 10月5日  | 大盗賊アンタレス         | 藤川桂介 | 湯山邦彦   | 田中保     | 勝又激   |                                                                   |
| 5    | 10月12日 | 迷いの星の影（シャドウ） | 山浦弘靖 | 明比正行   | 石黒育     | 窪田忠雄 |                                                                   |
| 6    | 10月19日 | 彗星図書館               | 藤川桂介 | 坂田ゆう   | 田中保     | 勝又激   |                                                                   |
| 7    | 10月26日 | 重力の底の墓場 前編      | 藤川桂介 | 川田武範   | 兼森義則   | 勝又激   |                                                                   |
| 8    | 11月2日  | 重力の底の墓場 後編      | 藤川桂介 | 川田武範   | 落合正宗   | 窪田忠雄 |                                                                   |
| 9    | 11月9日  | トレーダー分岐点 前編    | 吉田喜昭 | 湯山邦彦   | 田中保     | 勝又激   |                                                                   |
| 10   | 11月16日 | トレーダー分岐点 後編    | 吉田喜昭 | 新田義方   | 田中保     | 勝又激   |                                                                   |
| 11   | 11月23日 | 不定形惑星ヌルーバ       | 藤川桂介 | 古沢日出夫 | 石黒育     | 窪田忠雄 |                                                                   |
| 12   | 11月30日 | 化石の戦士 前編          | 山浦弘靖 | 明比正行   | 兼森義則   | 勝又激   |                                                                   |
| 13   | 12月7日  | 化石の戦士 後編          | 山浦弘靖 | 明比正行   | 長谷川憲生 | 勝又激   |                                                                   |
| 14   | 12月14日 | 二重惑星のラーラ         | 藤川桂介 | 川田武範   | 落合正宗   | 勝又激   |                                                                   |
| 15   | 12月21日 | 水の国のベートーベン     | 吉田喜昭 | 新田義方   | 田中保     | 勝又激   | 前半は「暗黒星メフィストの黒騎士」 後半は「水の国のベートーベン」 |
| 16   | 12月28日 | 蛍の街                   | 藤川桂介 | 大谷恒清   | 兼森義則   | 窪田忠雄 |                                                                   |

| 話数 | 放送日   | サブタイトル                    | 脚本     | 演出                | 作画監督                   | 美術                | 備考                                              |
| ---- | -------- | ------------------------------- | -------- | ------------------- | -------------------------- | ------------------- | ------------------------------------------------- |
| 17   | 1月4日   | 装甲惑星                        | 山浦弘靖 | 明比正行            | 中村一夫                   | 高野正道            |                                                   |
| 18   | 1月11日  | 泥のメーテル                    | 吉田喜昭 | 明比正行            | 八幡正                     | 勝又激              |                                                   |
| 19   | 1月18日  | ざんげの国                      | 藤川桂介 | 川田武範            | 湖川滋                     | 窪田忠雄            |                                                   |
| 20   | 1月25日  | プロフェッショナル魂            | 吉田喜昭 | 生頼昭憲            | 長谷川憲生                 | 勝又激              |                                                   |
| 21   | 2月1日   | 枯葉の墓標                      | 藤川桂介 | 明比正行            | 西城明                     | 勝又激              | 前半は「空中牧場の大きな牛」 後半は「枯葉の墓標」 |
| 22   | 2月8日   | 海賊船クィーン・エメラルダス    | 藤川桂介 | 西沢信孝            | 兼森義則                   | 浦田又治 海老原一男 |                                                   |
| 23   | 2月15日  | 原始惑星の女王                  | 吉田喜昭 | 明比正行            | 石黒育                     | 勝又激              |                                                   |
| 24   | 2月22日  | 次元航海惑星                    | 山浦弘靖 | 明比正行            | 坂本三郎                   | 窪田忠雄            |                                                   |
| 25   | 3月8日   | 鋼鉄天使                        | 藤川桂介 | 川田武範            | 木下ゆうき                 | 勝又激              |                                                   |
| 26   | 3月15日  | 白骨の歌                        | 山浦弘靖 | 明比正行            | 西城明                     | 窪田忠雄            |                                                   |
| 27   | 3月22日  | 雪の都の鬼子母神                | 藤川桂介 | 井内秀治            | 白鳥剣                     | 勝又激              |                                                   |
| 28   | 3月29日  | かげろう星の文豪                | 藤川桂介 | 大谷恒清            | 落合正宗                   | 窪田忠雄            |                                                   |
| 29   | 4月5日   | サケザン大陸                    | 吉田喜昭 | 明比正行            | 兼森義則                   | 勝又激              |                                                   |
| 30   | 4月12日  | 幽霊世界のフィラメント          | 藤川桂介 | 生頼昭憲            | 落合正宗                   | 窪田忠雄            |                                                   |
| 31   | 4月19日  | 怒髪星                          | 山浦弘靖 | 石黒育              | 松本清                     | 勝又激              |                                                   |
| 32   | 4月26日  | 停時空間のかじられ星            | 吉田喜昭 | 久岡敬史 箕ノ口克己 | 兼森義則                   | 土田勇              |                                                   |
| 33   | 5月3日   | ウラトレスのネジの山            | 山浦弘靖 | 西沢信孝            | 飯野皓                     | 勝又激              |                                                   |
| 34   | 5月17日  | プレーテッド・シティの魔女 前編 | 藤川桂介 | 川田武範            | 西城明                     | 窪田忠雄            |                                                   |
| 35   | 5月31日  | プレーテッド・シティの魔女 後編 | 藤川桂介 | 川田武範            | 落合正宗                   | 勝又激              |                                                   |
| 36   | 6月7日   | 大酋長サイクロプロス            | 吉田喜昭 | 井内秀治            | 白鳥剣                     | 土田勇              |                                                   |
| 37   | 6月14日  | ミーくんの命の館                | 藤川桂介 | 生頼昭憲            | 飯野皓                     | 勝又激              |                                                   |
| 38   | 6月21日  | 卑怯者の長老帝国                | 山浦弘靖 | 大谷恒清            | 西城明                     | 山口俊和            |                                                   |
| 39   | 7月5日   | 霧の都のカスミ                  | 藤川桂介 | 明比正行            | 石黒育                     | 勝又激              |                                                   |
| 40   | 7月19日  | 球状住宅団の大酋長 前編         | 山浦弘靖 | 葛西治              | 津野二朗                   | 土田勇              |                                                   |
| 41   | 7月26日  | 球状住宅団の大酋長 後編         | 山浦弘靖 | 生頼昭憲            | 落合正宗                   | 土田勇              |                                                   |
| 42   | 8月2日   | フイメールの思い出              | 藤川桂介 | 井内秀治            | 内山まさゆき               | 勝又激              |                                                   |
| 43   | 8月16日  | 嵐が丘のキラ                    | 藤川桂介 | 明比正行            | 木下ゆうき                 | 土田勇              |                                                   |
| 44   | 8月30日  | ワルキューレの空間騎行 前編     | 山浦弘靖 | 生頼昭憲            | 津野二朗                   | 勝又激              |                                                   |
| 45   | 9月6日   | ワルキューレの空間騎行 後編     | 山浦弘靖 | 川田武範            | 落合正宗                   | 土田勇              |                                                   |
| 46   | 9月13日  | エルアラメインの歌声            | 藤川桂介 | 井内秀治            | 内山まさゆき               | 勝又激              |                                                   |
| 47   | 9月20日  | 永久戦斗実験室 前編             | 山浦弘靖 | 明比正行            | 木下ゆうき                 | 土田勇              |                                                   |
| 48   | 9月27日  | 永久戦斗実験室 後編             | 山浦弘靖 | 明比正行            | 津野二朗                   | 土田勇              |                                                   |
| SP   | 10月11日 | 君は戦士のように生きられるか!!  | 山浦弘靖 | 明比正行 井内秀治   | 落合正宗 湖川友謙 井内秀治 | 勝又激 金子英俊     | 12・13話を元に再構成                              |
| 49   | 10月18日 | これからの星                    | 藤川桂介 | 葛西治              | 兼森義則                   | 山川晃              |                                                   |
| 50   | 10月25日 | 亡霊トンネル                    | 藤川桂介 | 井内秀治            | 内山まさゆき               | 中村靖              |                                                   |
| 51   | 11月1日  | 透明海のアルテミス 前編         | 藤川桂介 | 川田武範            | 落合正宗                   | 土田勇              |                                                   |
| 52   | 11月8日  | 透明海のアルテミス 後編         | 藤川桂介 | 葛西治              | 兼森義則                   | 山川晃              |                                                   |
| 53   | 11月15日 | 鏡の星の鉄郎                    | 山浦弘靖 | 大谷恒清            | 津野二朗                   | 金子英俊            |                                                   |
| 54   | 11月22日 | 終わりなき夏の物語 前編         | 山浦弘靖 | 箕ノ口克己          | 湖川友謙                   | 田中資幸            |                                                   |
| 55   | 11月29日 | 終わりなき夏の物語 後編         | 山浦弘靖 | 西沢信孝            | 小松原一男                 | 武井明              |                                                   |
| 56   | 12月6日  | 冷血帝国 前編                   | 藤川桂介 | 川田武範            | 兼森義則                   | 中村靖              |                                                   |
| 57   | 12月13日 | 冷血帝国 後編                   | 藤川桂介 | 井内秀治            | 内山まさゆき               | 中村靖              |                                                   |
| 58   | 12月20日 | 足音村の足音                    | 吉田喜昭 | 葛西治              | 津野二朗                   | 秦秀信              |                                                   |
| 59   | 12月27日 | なまけものの鏡                  | 藤川桂介 | 芹川有吾            | 落合正宗                   | 山川晃              |                                                   |

| 話数 | 放送日   | サブタイトル                  | 脚本     | 演出            | 作画監督         | 美術          | 備考                                                                             |
| ---- | -------- | ----------------------------- | -------- | --------------- | ---------------- | ------------- | -------------------------------------------------------------------------------- |
| 60   | 1月10日  | 大四畳半惑星の幻想 前編       | 藤川桂介 | 大谷恒清        | 津野二朗         | 秦秀信        | 『元祖大四畳半大物語』のキャラクター が登場。                                    |
| 61   | 1月17日  | 大四畳半惑星の幻想 後編       | 藤川桂介 | 川田武範        | 小松原一男       | 秦秀信        | 『元祖大四畳半大物語』のキャラクター が登場。                                    |
| 62   | 1月24日  | 夜のない街                    | 山浦弘靖 | 西沢信孝        | 兼森義則         | 坂本信人      |                                                                                  |
| 63   | 1月31日  | ヤミヤミの姉妹                | 藤川桂介 | 井内秀治        | 内山まさゆき     | 山口俊和      |                                                                                  |
| 64   | 2月7日   | 沈黙の聖地                    | 山浦弘靖 | 葛西治          | 木下ゆうき       | 椋尾篁        |                                                                                  |
| 65   | 2月14日  | 交響詩 魔女の竪琴             | 山浦弘靖 | 芹川有吾        | 落合正宗         | 秦秀信        |                                                                                  |
| 66   | 2月21日  | 霧の葬送惑星                  | 藤川桂介 | 大谷恒清        | 津野二朗         | 坂本信人      |                                                                                  |
| 67   | 2月28日  | 宇宙僧ダイルーズ              | 山浦弘靖 | 川田武範        | 兼森義則         | 椋尾篁        |                                                                                  |
| 68   | 3月6日   | 好奇心という名の星            | 藤川桂介 | 井内秀治        | 内山まさゆき     | 秦秀信        |                                                                                  |
| 69   | 3月13日  | C62の反乱                     | 山浦弘靖 | 西沢信孝        | 小松原一男       | 坂本信人      |                                                                                  |
| 70   | 3月20日  | 心やさしき花の都              | 山浦弘靖 | 葛西治          | 兼森義則         | 椋尾篁        | 結末はアニメオリジナルの展開                                                     |
| 71   | 3月27日  | 賽の河原の開拓者              | 山浦弘靖 | 川田武範        | 木下ゆうき       | 坂本信人      |                                                                                  |
| SP   | 4月4日   | 永遠の旅人エメラルダス        | 藤川桂介 | 西沢信孝        | 兼森義則         | 浦田又治      | 22話を元に再構成 エメラルダスの声は田島令子                                      |
| 72   | 4月24日  | 大暗黒星雲アフリカ 前編       | 藤川桂介 | 芹川有吾        | 落合正宗         | 椋尾篁        |                                                                                  |
| 73   | 5月1日   | 大暗黒星雲アフリカ 後編       | 藤川桂介 | 大谷恒清        | 津野二朗         | 椋尾篁        |                                                                                  |
| 74   | 5月8日   | 17億6千5百万人のくれくれ星    | 藤川桂介 | 井内秀治        | 内山まさゆき     | 坂本信人      | 原題：「17億6千5百万人のルンペン星」 駅名もプラネットベガーからくれくれ星 に変更 |
| 75   | 5月15日  | 水の国のシャイアン 前編       | 山浦弘靖 | 葛西治          | 津野二朗         | 山川晃        |                                                                                  |
| 76   | 5月29日  | 水の国のシャイアン 後編       | 山浦弘靖 | 福島和美        | 篠田章           | 山川晃        | 後編はアニメオリジナルの展開                                                     |
| 77   | 6月12日  | 喰命聖女 前編                 | 山浦弘靖 | 箕ノ口克己※     | 落合正宗         | 坂本信人      | ※コンテ：明比正行                                                                |
| 78   | 6月26日  | 喰命聖女 後編                 | 山浦弘靖 | 井内秀治        | 内山まさゆき     | 坂本信人      | 結末はアニメオリジナルの展開                                                     |
| 79   | 7月3日   | 時間城の海賊 前編             | 山浦弘靖 | 川田武範        | 小松原一男       | 中村靖        |                                                                                  |
| 80   | 7月10日  | 時間城の海賊 中編             | 山浦弘靖 | 葛西治          | 兼森義則         | 中村靖        |                                                                                  |
| 81   | 7月17日  | 時間城の海賊 後編             | 山浦弘靖 | 大谷恒清        | 木下ゆうき       | 山川晃        |                                                                                  |
| 82   | 7月24日  | 短かな生命の物語              | 藤川桂介 | 井内秀治        | 津野二朗         | 坂本信人      | 原作：「さらば生命の時」                                                         |
| 83   | 7月31日  | 第3生命帯                     | 藤川桂介 | 川田武範        | 落合正宗         | 中村靖        | 原作：「第3生命帯」                                                              |
| 84   | 8月14日  | 巨象の星                      | 山浦弘靖 | 井内秀治        | 内山まさゆき     | 坂本信人      | 原作：「巨象西へ行く」                                                           |
| 85   | 8月21日  | 愛の幻影惑星                  | 藤川桂介 | 葛西治          | 小松原一男       | 中村靖        | 原作：「わが愛の幻影」                                                           |
| 86   | 8月28日  | 親知らず星のUFO               | 山浦弘靖 | 川田武範        | 兼森義則         | 松本健治      | アニメオリジナル                                                                 |
| 87   | 9月4日   | 海からきたエルザ              | 山浦弘靖 | 井内秀治        | 津野二朗         | 中村靖        | 原作：「海からきたエルザ」                                                       |
| 88   | 9月11日  | 運命の分れ星                  | 藤川桂介 | 箕ノ口克己      | 木下ゆうき       | 田中資幸      | 原作：「新世界はむらさきの空」                                                   |
| 89   | 9月25日  | ガンマン哀歌（えれじい）      | 山浦弘靖 | 葛西治          | 兼森義則         | 中山益男      | アニメオリジナル                                                                 |
| SP   | 10月2日  | 君は母のように愛せるか!!      | 藤川桂介 | 葛西治 川田武範 | 兼森義則         | 土田勇 山川晃 | 51話・52話を元に再構成                                                           |
| 90   | 10月9日  | アンドロメダの雪女 前編       | 藤川桂介 | 大谷恒清        | 落合正宗         | 坂本信人      |                                                                                  |
| 91   | 10月16日 | アンドロメダの雪女 後編       | 藤川桂介 | 井内秀治        | 内山まさゆき     | 坂本信人      |                                                                                  |
| 92   | 10月23日 | 海底都市の最期                | 山浦弘靖 | 川田武範        | なかじまちゅうじ | 松本健治      | 原作：「大深海屋敷」                                                             |
| 93   | 10月30日 | 昆虫惑星の螢子                | 藤川桂介 | 箕ノ口克己      | なかじまちゅうじ | 明石貞一      | 原作：「グリーンインセクター」                                                   |
| 94   | 11月6日  | ヤーヤボールの小さな世界 前編 | 山浦弘靖 | 芹川有吾        | 落合正宗         | 田中資幸      |                                                                                  |
| 95   | 11月13日 | ヤーヤボールの小さな世界 後編 | 山浦弘靖 | 芹川有吾        | 落合正宗         | 田中資幸      |                                                                                  |
| 96   | 11月20日 | フライング・クロ 前編         | 藤川桂介 | 井内秀治        | 内山まさゆき     | 坂本信人      |                                                                                  |
| 97   | 11月27日 | フライング・クロ 後編         | 藤川桂介 | 西沢信孝        | なかじまちゅうじ | 坂本信人      |                                                                                  |
| 98   | 12月4日  | 宇宙に残った一冊の本          | 藤川桂介 | 川田武範        | 内山まさゆき     | 秦秀信        | 原作：「140万年の沈黙」                                                          |
| 99   | 12月11日 | 四次元エレベーター            | 山浦弘靖 | 大谷恒清        | 落合正宗         | 松本健治      |                                                                                  |
| 100  | 12月18日 | ルーズゾーンの妖怪            | 藤川桂介 | 葛西治          | なかじまちゅうじ | 明石貞一      | 原作にないゴミの「妖怪」が登場                                                   |
| 101  | 12月25日 | 永遠の夢追い星                | 藤川桂介 | 井内秀治        | 内山まさゆき     | 土田勇        | 原作：「古本屋古本堂」                                                           |

| 話数   | 放送日        | サブタイトル                       | 脚本     | 演出     | 作画監督              | 美術     | 備考                                                                          |
| ------ | ------------- | ---------------------------------- | -------- | -------- | --------------------- | -------- | ----------------------------------------------------------------------------- |
| 102    | 1981年 1月8日 | 聖女王の反乱星                     | 藤川桂介 | 芹川有吾 | 落合正宗              | 田中資幸 | 原作：「緑の国のマーヤ」                                                      |
| 103    | 1月15日       | アンドロメダ千夜一夜 前編          | 藤川桂介 | 川田武範 | 江古田豊              | 松本健治 |                                                                               |
| 104    | 1月22日       | アンドロメダ千夜一夜 後編          | 藤川桂介 | 大谷恒清 | なかじまちゅうじ      | 松本健治 |                                                                               |
| 105    | 1月29日       | 若き戦士の伝説                     | 藤川桂介 | 井内秀治 | 内山まさゆき          | 明石貞一 | アニメオリジナル                                                              |
| 106    | 2月5日        | 幽霊駅（ゴーストステーション）13号 | 藤川桂介 | 葛西治   | 兼森義則              | 田中資幸 |                                                                               |
| 107    | 2月12日       | キリマンジャロの鳥人               | 山浦弘靖 | 川田武範 | 落合正宗              | 松本健治 | アニメオリジナル タイトルおよびゲストキャラ・イザカの名は同名の短編から引用。 |
| 108    | 2月19日       | マカロニグラタンの崩壊             | 藤川桂介 | 井内秀治 | 内山まさゆき          | 坂本信人 | 原作にはないプロメシュームの登場あり                                          |
| 109    | 2月26日       | メーテルの旅 前編                  | 藤川桂介 | 葛西治   | 兼森義則              | 田中資幸 |                                                                               |
| 110    | 3月5日        | メーテルの旅 後編                  | 藤川桂介 | 大谷恒清 | なかじまちゅうじ      | 松本健治 |                                                                               |
| 111    | 3月12日       | 惑星こうもり                       | 藤川桂介 | 川田武範 | 落合正宗              | 田中資幸 | アニメオリジナル                                                              |
| 112    | 3月19日       | 青春の幻影 さらば999 前編          | 山浦弘靖 | 井内秀治 | 落合正宗              | 坂本信人 | アニメオリジナル                                                              |
| 113    | 3月26日       | 青春の幻影 さらば999 後編          | 山浦弘靖 | 井内秀治 | 内山まさゆき          | 坂本信人 | アニメオリジナル、テレビ版の最終回                                            |
| 総集編 | 1982年 4月5日 | 少年の旅立ちと別れ                 | 山浦弘靖 | 井内秀治 | 兼森義則 内山まさゆき | 坂本信人 | 鉄郎の回想でこれまでの旅を振り返る                                            |

### テレビスペシャル・総集編
『君は戦士のように生きられるか!!』
1979年10月11日放送。テレビシリーズ第12話・13話「化石の戦士」を元に再構成(他に第1話・第5話・第17話が回想シーンで登場)
『永遠の旅人エメラルダス』
1980年4月3日放送。テレビシリーズ第22話「海賊船クィーン・エメラルダス」を元に再構成。
『君は母のように愛せるか!!』
1980年10月2日放送。テレビシリーズ第51話・52話「透明海のアルテミス」を元に再構成。
総集編『少年の旅立ちと別れ』
1982年4月5日放送。鉄郎の回想でこれまでの旅を振り返る。第1話「出発のバラード」、第79・80・81話「時間城の海賊」、第112・113話「青春の幻影・さらば999」を元に構成。
スペシャル版のオープニングは、1979年から山口線で運行されている「SLやまぐち号」こと「C57 1」の実写が最初に映し出され、同機がトンネルに入ってからレギュラーのオープニング映像につながるというもので、C57 1正面の999号のヘッドマークと、デフレクター（除煙板）と炭水車側面にアニメと同様のロゴが合成で書き込まれていた他、冒頭では「山口線で走行している…」旨のテロップが用意されていた。またテーマ曲は後述のゴダイゴによる映画版主題歌であった。
撮影は、C57 1が復活し話題となった1979年の9月8 - 9日にかけて行われた。出発は津和野駅から、走行時は仁保駅から小郡駅（注：当時の駅名。新山口駅に改称）へ向かうところ、長門峡駅鉄橋走行、徳佐 - 船平山間、地福 - 鍋倉間、徳佐を出て船平山から白井トンネル、鷲原トンネル等、計6箇所のトンネルを潜る箇所が撮影されている。
なお、日本テレビでスペシャル版を放送した時には、番組開始時に鉄郎とメーテルのやり取りが新規に追加されたほか、コンピューターグラフィックス（CG）を使用したオリジナル映像で999号などがCGで再現された。

### 放送局
系列は本放送終了時点の系列。放送日時は個別に出典が掲示されているものを除き、1978年11月中旬 - 12月上旬時点のものとする。
| 放送地域               | 放送局         | 放送系列                                     | 放送時間                                                                 | 備考                                                                        |
| ---------------------- | -------------- | -------------------------------------------- | ------------------------------------------------------------------------ | --------------------------------------------------------------------------- |
| 関東広域圏             | フジテレビ     | フジテレビ系列                               | 木曜 19:00 - 19:30                                                       | 制作局                                                                      |
| 北海道                 | 北海道文化放送 | フジテレビ系列                               | 木曜 19:00 - 19:30                                                       |                                                                             |
| 宮城県                 | 仙台放送       | フジテレビ系列                               | 木曜 19:00 - 19:30                                                       |                                                                             |
| 長野県                 | 長野放送       | フジテレビ系列                               | 木曜 19:00 - 19:30                                                       |                                                                             |
| 静岡県                 | テレビ静岡     | フジテレビ系列                               | 木曜 19:00 - 19:30                                                       |                                                                             |
| 富山県                 | 富山テレビ     | フジテレビ系列                               | 木曜 19:00 - 19:30                                                       |                                                                             |
| 石川県                 | 石川テレビ     | フジテレビ系列                               | 木曜 19:00 - 19:30                                                       |                                                                             |
| 福井県                 | 福井テレビ     | フジテレビ系列                               | 木曜 19:00 - 19:30                                                       |                                                                             |
| 中京広域圏             | 東海テレビ     | フジテレビ系列                               | 木曜 19:00 - 19:30                                                       |                                                                             |
| 近畿広域圏             | 関西テレビ     | フジテレビ系列                               | 木曜 19:00 - 19:30                                                       |                                                                             |
| 島根県・鳥取県         | 山陰中央テレビ | フジテレビ系列                               | 木曜 19:00 - 19:30                                                       |                                                                             |
| 岡山県 →岡山県・香川県 | 岡山放送       | フジテレビ系列                               | 木曜 19:00 - 19:30                                                       | 1979年4月から香川県でも放送                                                 |
| 広島県                 | テレビ新広島   | フジテレビ系列                               | 木曜 19:00 - 19:30                                                       |                                                                             |
| 福岡県                 | テレビ西日本   | フジテレビ系列                               | 木曜 19:00 - 19:30                                                       |                                                                             |
| 佐賀県                 | サガテレビ     | フジテレビ系列                               | 木曜 19:00 - 19:30                                                       |                                                                             |
| 沖縄県                 | 沖縄テレビ     | フジテレビ系列                               | 木曜 19:00 - 19:30                                                       |                                                                             |
| 秋田県                 | 秋田テレビ     | フジテレビ系列 テレビ朝日系列                | 木曜 19:00 - 19:30                                                       |                                                                             |
| 長崎県                 | テレビ長崎     | フジテレビ系列 日本テレビ系列                | 木曜 19:00 - 19:30                                                       |                                                                             |
| 青森県                 | 青森テレビ     | TBS系列                                      | 水曜 17:30 - 18:00                                                       |                                                                             |
| 山形県                 | 山形テレビ     | フジテレビ系列                               | 月曜 19:00 - 19:30                                                       |                                                                             |
| 岩手県                 | テレビ岩手     | 日本テレビ系列                               | 木曜 17:30 - 18:00（1979年9月まで） 木曜 17:10 - 17:40（1979年10月から） |                                                                             |
| 福島県                 | 福島テレビ     | TBS系列 フジテレビ系列                       | 日曜 7:00 - 7:30                                                         |                                                                             |
| 山梨県                 | 山梨放送       | 日本テレビ系列                               | 金曜 17:30 - 18:00                                                       | 1978年11月24日から放送開始。                                                |
| 新潟県                 | 新潟総合テレビ | フジテレビ系列 テレビ朝日系列                | 水曜 17:20 - 17:50                                                       | 木曜19:00は新潟テレビ21開局までテレビ朝日のクイズタイムショックを同時ネット |
| 山口県                 | テレビ山口     | フジテレビ系列 TBS系列                       | 水曜 17:30 - 18:00                                                       |                                                                             |
| 徳島県                 | 四国放送       | 日本テレビ系列                               | 月曜 18:00 - 18:30                                                       |                                                                             |
| 香川県                 | 西日本放送     | 日本テレビ系列                               | 土曜 17:25 - 17:55                                                       | 1979年4月の岡山県への相互乗り入れ開始に伴い打ち切り                         |
| 愛媛県                 | テレビ愛媛     | フジテレビ系列                               | 火曜 19:00 - 19:30                                                       | 木曜19:00はテレビ朝日の『クイズタイムショック』を同時ネット                 |
| 高知県                 | テレビ高知     | TBS系列                                      | 月曜 16:55 - 17:25                                                       |                                                                             |
| 熊本県                 | テレビ熊本     | フジテレビ系列 日本テレビ系列 テレビ朝日系列 | 木曜 18:30 - 19:00                                                       |                                                                             |
| 大分県                 | テレビ大分     | フジテレビ系列 日本テレビ系列 テレビ朝日系列 | 火曜 17:30 - 18:00                                                       |                                                                             |
| 宮崎県                 | テレビ宮崎     | フジテレビ系列 日本テレビ系列 テレビ朝日系列 | 木曜 17:00 - 17:30                                                       |                                                                             |
| 鹿児島県               | 鹿児島テレビ   | フジテレビ系列 日本テレビ系列 テレビ朝日系列 | 金曜 17:20 - 17:50                                                       |                                                                             |

### ネット配信
- 2016年10月27日より、東映アニメーションがYouTubeに設立した「東映アニメーションミュージアムチャンネル」から第1話が常時無料配信されている。
- 2021年7月に同チャンネルがリニューアルしたのに伴い、毎週木曜日に1話ずつ、25話分の期間限定無料配信が行われた。なお第1話は引き続き常時配信されている。
- 2025年6月20日より「松本零士展 創作の旅路」の開催を記念して、毎日21:00に2週間の期間限定で、全話の配信が行われている。こちらでの「2016年配信開始された第1話」は、期間限定版の配信が終了後に再配信される。

| フジテレビ系列 木曜19時台前半枠 | フジテレビ系列 木曜19時台前半枠 | フジテレビ系列 木曜19時台前半枠 |
| 前番組                          | 番組名                          | 次番組                          |
| ------------------------------- | ------------------------------- | ------------------------------- |
| アローエンブレム グランプリの鷹 | 銀河鉄道999                     | 新竹取物語 1000年女王           |

## 映画版
テレビシリーズ放送中に夏休み映画として公開されてヒットした2本の長編作品と、1998年に公開された中編作品がある。先に製作された映画版2作品の大きな特徴として、青春映画にしたいという製作陣の意図により、映画版1作目において主人公の鉄郎の年齢が10歳から15歳へと5歳引き上げられたことと、漫画版・テレビアニメ版に比べ鉄郎の顔が男前になっていることである。鉄郎の顔の変化についての詳細は星野鉄郎#原作・TV版と劇場版旧2作の設定の違いを参照。
映画版ではテレビシリーズとはメインの3人（鉄郎・メーテル・車掌）以外の声優が一部異なり、ナレーターは2作共通で城達也、3作目のエターナル・ファンタジーでは夏八木勲。映画版1作目でペンダントとなっているメーテルの父・ドクター・バンは納谷悟朗が担当している。
のちに映画版1作目と2作目が地上波でテレビ放送されたときはテレビシリーズ同様、フジテレビがゴールデン洋画劇場などの時間枠で放送していたが、1989年と1990年の12月下旬にTBSが奥さま劇場（「冬休みアニメフェスタ」）の時間枠にこれら映画版2作品を前後編に分けて放送したこともあった。
前2作の家庭用ビデオソフト化の際、当時VHSの標準モードの有効長に収まらず、VHS版はカット版となっていた。一方、ベータではβIIの有効長に収まったのでノーカットであった。
35mm マスター・ポジフィルムから5Kスキャンした映像を、4KのHDRリマスター化したDolby Vision、並びに音声をDolby Atmos化したDolby Cinema版を、全国7館のDolby Cinemaにて、2022年1月14日より『銀河鉄道999』を、21日より『さよなら銀河鉄道999 －アンドロメダ終着駅－』を上映。4月22日からは通常の映画館で4Kリマスター版が公開された。

### 銀河鉄道999 (The Galaxy Express 999)
漫画版アンドロメダ編を、コンパクトな形で再構成した全編新作のアニメ映画作品。1979年公開。原作の特徴であり醍醐味でもあった旅の途中で出会う様々な人間ドラマを描く要素は殆ど無くなり、純粋に鉄郎の葛藤と機械帝国との対峙を描く物語となっている。製作した東映動画は、設立以来、親会社の東映の下で劇場アニメ映画の制作をしていたが、本作が東映動画にとっての初の自社製作の劇場映画となる。
監督のりんたろう、キャラクターデザインの小松原一男、美術の椋尾篁のトリオは松本原作のテレビアニメ『宇宙海賊キャプテンハーロック』のスタッフであり、これを気に入っていた東映動画の今田智憲社長による指名である。従来、東映動画の劇場長編の監督を務めるのは社員のみで、社外の人間に監督を任せたのは初めてのことであった。当時はりんたろう監督の知名度が低いため、興行上の要請で看板としてネームバリューのある市川崑が監修として参加。市川は、脚本と絵コンテを見て「原作冒頭の鉄郎の母の死のシーンを回想に回して、旅立ちから映画をスタートさせる」等、りんたろうらスタッフにアドバイスなどをしている。
ストーリー構成は、制作当時までに原作で描かれてきた山場というべきエピソードを中心に再構成。原作・テレビでは旅立ち前の出来事であった機械伯爵との決戦を中盤において実施するなど、時系列の入れ替えが大胆に行われている。999での旅を通じて描かれる鉄郎の成長とともに、『ハーロック』で登場するアルカディア号が、いかなる経緯でトチローの意思を持つようになったのか、未完となっていた漫画『クイーン・エメラルダス』での、トチローを探す彼女の旅の結末なども本作では描かれている。
ラストの鉄郎とメーテルが別れるシーンは、収録の際、野沢・池田共に感極まって泣き出し、他のスタッフももらい泣きしてなかなか進まなかったという。
本作最大の特徴は、原作・テレビアニメ版共に未完結の時点での制作であったにもかかわらず、「これからも鉄郎の旅は続く」といった尻切れにせず、これらに先んじてアンドロメダ編の結末を最初に披露したことである。メーテルの正体や機械の体をただでくれる星の真実といった、序盤から挙げられていた謎の回答を先に見せるという、当時としては大胆な試みがなされた。そのため原作への影響を懸念する声も出たが、原作者の松本は「鉄郎が停車駅で繰り広げる幾多の出会いが大切なのだから大丈夫」と答えたという。また、この制作方針は1986年公開のアニメ映画『北斗の拳』でも踏襲された。
東映の岡田茂社長は記者会見で、中高生を対象にして配給収入の目標を10億円としていた。1978年公開の『さらば宇宙戦艦ヤマト 愛の戦士たち』一週目の配収の80％の出足だったことから、『さらば宇宙戦艦ヤマト』に比べると客層が低く、小・中学生主体だったことから夜の回の興行が弱く、9月に入って学校が始まると動員力が大きく落ちると見られ、最終的には『さらば宇宙戦艦ヤマト』の60％ぐらいで最終配収12〜13億円と予想された。しかし結果はそれを上回る16億5000万円。『宇宙戦艦ヤマト』の劇場シリーズは大ヒットしても儲け（歩合）をごっそりオフィス・アカデミーに持っていかれるが、『銀河鉄道999』は東映の製作・配給・興行のため旨みが大きく、東映にとっても正に孝行息子であった。1979年度の邦画の第1位で、これはアニメ映画史上初の快挙だった。さらに1980年の第3回日本アカデミー賞特別賞（話題賞）を受賞。映画雑誌『キネマ旬報』のキネマ旬報ベストテンでは17位と、映画としてアニメ映画が評価されていなかった 時代に異例の評価を得る。同じくキネマ旬報の読者選出ベストテンでは5位、ぴあのぴあテンでは8位を獲得している。映画パンフレットも105万部を売り上げ、松本零士ブームの頂点を成した。1970年代後半から1980年代前半に巻き起こったアニメブームを代表する作品の一つである。
青木望の音楽によるサウンドトラック『交響詩銀河鉄道999』（CQ-7025）は、オリコンLPチャートで1位、『銀河鉄道999 ドラマ編』（CS-7136-7）も同チャート5位を獲得。当時人気絶頂だったロックバンド・ゴダイゴによる主題歌『銀河鉄道999』もオリコンシングルチャート最高位2位・ザ・ベストテン最高位1位を獲得。当時のアニメ主題歌として歴代最高売上枚数を記録し、シングル売上は120万枚に達した。
アメリカでは『Galaxy Express』の題名で1981年にロジャー・コーマンが設立したニューワールドにより公開された。アメリカ版を製作したのは『風が吹くとき』などを監督したジミー・T・ムラカミで、英語字幕を作り、あまりにも長尺であるという理由で再編集の上、1時間30分に短縮された。映画評論家の森卓也は1983年公開のアメリカ映画『銀河伝説クルール』に影響を与えた可能性を指摘している。
このアニメ映画を元にした小説版は出版社別に3作あり、ソノラマ文庫ではテレビシリーズの脚本を手がけた藤川桂介が、集英社からはコバルト文庫の若桜木虔と少年少女モンキー文庫のはやしたかしの他、原作を掲載していた少年画報社からは井口佳江子により小説化している。
2020年10月4日、2020年度後期の番組改編によって新設されたBS12トゥエルビのアニメ番組枠『日曜アニメ劇場』の初回放送作品として放映された。また2022年9月18日にも再放映が行われた。

#### キャスト
- 星野鉄郎 - 野沢雅子
- メーテル - 池田昌子
- 車掌 - 肝付兼太
- クレア - 麻上洋子
- ハーロック - 井上真樹夫
- エメラルダス - 田島令子
- トチロー - 富山敬
- リューズ - 小原乃梨子
- 機械伯爵 - 柴田秀勝
- シャドー - 藤田淑子
- 酒場主人 - 槐柳二
- 鉄郎の母 - 坪井章子
- ドクターバン - 納谷悟朗
- プロメシューム - 来宮良子
- トチローの母 - 麻生美代子
- アンタレス - 久松保夫
- その他の声優 - 菅谷政子、加藤修、田中崇、戸谷公次 ほか
- ナレーター - 城達也

#### スタッフ
- 製作総指揮 - 今田智憲
- 企画・原作・構成 - 松本零士[43]
- 企画 - 有賀健、高見義雄
- 脚本 - 石森史郎[43]
- 作画監督 - 小松原一男[43]
- 美術監督 - 椋尾篁[43]、窪田忠雄[43]

- 監督 - りんたろう[43]
- 音楽 - 青木望[43]
- 監修 - 市川崑[43]
- 原画 - 兼森義則、友永和秀、金田伊功、中島忠二 他
- 制作

#### サウンドトラック
主題歌 - 「銀河鉄道999」 / 挿入歌 - 「Taking off」
作詞 - 奈良橋陽子、山川啓介 / 作曲 - タケカワユキヒデ / 編曲 - ミッキー吉野 / 歌 - ゴダイゴ
挿入歌 - 「やさしくしないで」
作詞 - 中原葉子 / 作曲 - 中村泰士 / 編曲 - 青木望 / 歌 - かおりくみこ
アルバム『交響詩 銀河鉄道999』

### さよなら銀河鉄道999 アンドロメダ終着駅
前作からさらに2年後の世界を舞台にした続編。1981年公開。
松本零士は、続編を制作したのは、前作では解決していなかった機械帝国の問題に決着をつけ、少年の自立を描くためとして、これをもって『銀河鉄道999』は完結としていた。そのため前作で描かれなかった、生身の人間から魂を抜き取り、機械化人のエネルギーにしていたという「機械帝国の実態」と「メーテル、プロメシューム親子の過去」や車掌の正体という全ての謎を明かしている。生身の人間（鉄郎）と機械化人（黒騎士ファウスト）との戦いに決着をつけることで本シリーズ通じての根本のテーマである限りある命の尊さを印象づけた。機械化世界の衰退とそれへの反発を表現した内容が多く見られ、機械化世界のコントロールの難しさが表現されている。
前作ほどの配給収入を得られない結果に終わったが、目標としていた興行成績はクリアし、商業的には成功。前作の大ヒットにより、会社命令で製作することになったのだが、監督のりんたろうは第1作でやり尽くしたとして、当初監督を固辞していた。プロデューサーの高見義雄も内容的には1作目の輝きが消えてしまったと認めており、アニメ監督の細田守のようにりんたろう作品でナンバーワンとするファンもいるが、一般的な評価は（前作と比較すると）低めとなっている。その一方で、本作における999号の描写はより実車に近いものとなっている。
本作の主題歌「SAYONARA」は30万枚を売り上げた。
物語中盤と終盤にて鉄郎に対決を臨む機械化人・黒騎士ファウストは江守徹。前作で絶命したキャラクターの声を担当するキャストも別の役で再登場しており、機械伯爵の柴田秀勝は機関車、クレアの麻上洋子はメーテルの体を狙う機械化人で999号の新ウェイトレス・メタルメナ、トチローの富山敬は惑星ラーメタルで鉄郎を助けたパルチザンのミャウダー、リューズ役の小原乃梨子は『ハーロック』で持ち役だったミーメとして声をあてている。
映画キャンペーンとしては、前作のミステリー列車に引き続き、列車関連として中国大陸SLロマンの旅を50名にプレゼントすることになり、1万人が応募した。公開当日の1時から5時には、ニッポン放送の『オールナイトニッポン』が4時間スペシャルのラジオ番組を放送し、番組内ではラジオドラマも行われた。
原作に相当する漫画が存在しない劇場オリジナル版だが、終着駅のビジュアルデザインは映画公開後も続いた原作漫画にも反映され、プロメシュームの顔を彫刻した巨大なタワーや生身の人間から命の火を抜き取る工場が「るつぼ」として登場している。また、999号が到着する駅の全景を1ページ全部使って載せているシーンでは、松本の筆で描かれた終着駅のラフが用いられている。
終盤に『ずっこけナイトドンデラマンチャ』の第6話のゲストキャラ、アル・カポネンとカポネンの子分がカメオ出演しているが、これは第06話の絵コンテ、原画、作画監督、キャラクターデザインを手掛けた金田伊功によるものである。
小説版も前作と同じ出版社3社から出された。コバルト文庫の若桜木虔と、少年少女モンキー文庫のはやしたかしは前作から続投、ソノラマ文庫は脚本を担当した山浦弘靖が執筆した。
ポスターは長岡秀星が描いた。

#### あらすじ
鉄郎はかつて惑星メーテルを破壊したが、その後も地球での機械化人の勢いは止まらず、機械化人と生身の人間による血みどろの戦いが続いていた。栄華を誇ったメガロポリスも、もはや見る影もなく機械化人との戦いで廃墟となっている。その戦いのさなか、鉄郎宛てにメーテルの声で999への乗車を促すメッセージカードが届けられる。鉄郎が仲間たちと共にメガロポリス99番ホームに向かうと、そこには999が停車していた。銃弾飛び交う中、鉄郎は仲間たちの援護を受け再び999で旅立つ。

#### キャスト
- 星野鉄郎 - 野沢雅子
- メーテル - 池田昌子
- 車掌 - 肝付兼太
- メタルメナ - 麻上洋子
- ハーロック - 井上真樹夫
- エメラルダス - 田島令子
- ミャウダー - 富山敬
- プロメシューム - 来宮良子
- ゲリラ隊長 - 大塚周夫
- 老パルチザン - 森山周一郎
- 黒騎士 - 江守徹
- ナレーター - 城達也

#### スタッフ
- 製作総指揮 - 今田智憲
- 企画・原作・構成 - 松本零士
- 企画 - 有賀健、高見義雄
- 脚本 - 山浦弘靖
- 作画監督 - 小松原一男
- 美術監督 - 椋尾篁

- 美術 - 窪田忠雄
- 音楽 - 東海林修
- 監督 - りんたろう
- 原画 - 金田伊功、山口泰弘、木下ゆうき 他
- 製作 - 東映動画
- 配給 - 東映

#### サウンドトラック
主題歌 - 「SAYONARA」 / 劇中未使用曲 - 「LOVE LIGHT」
作詞・作曲・歌 - メアリー・マッグレガー（Mary MacGregor）、ブライアン・ウィットカム、ディビッド・J・ホルマン

### 銀河鉄道999 エターナル・ファンタジー
1996年より再開、出版され発売の漫画の「エターナル編」の映像化。1998年の春休み映画で東映アニメフェア扱いではない。東映動画創業40周年記念のファン投票で1位を得た『長靴をはいた猫』（1969年）のニュープリント版との同時上映の形で公開された54分の中編作品。
「999の年」ということから翌1999年に完結編となる2時間超の長編が予定されており、ストーリー的には導入部のみで完結しない。ポスターや前売券では専ら本作主体のデザインの隅に旧作の「長猫」の紹介が配置された程度にもかかわらず、旧作の「長猫」約80分に対して、新作の本作が54分とOVA程度の時間尺となっており、原作のエピソードが削られたり、それよりも後時系列の物語が含まれたりしていた。東映の直営館には上映終了後に多数の苦情が寄せられ、東映側が目標としていた配給収入7億円に及ばない約2億円の興行結果により、1999年公開予定の完結編の製作は取りやめとなった。
当作は「エターナル編」を下敷きにアニメ化しており、従ってテレビアニメ版とも映画前2作とも異なる設定の部分をもつ。部分的に前2作の映画版やテレビ版の設定が継承されていることがあるが、基本的に「原作アンドロメダ編」の設定が引き継がれている。鉄郎の容姿は、原作に準じた形で描写された。テレビ版や初期映画2部作からスタッフは一新されたが、メーテル、鉄郎、車掌の3名はこれまでと同じ担当声優が17年振りに再登板している。再登場となるキャラクターではクレアが皆口裕子、ハーロックが山寺宏一に変更されており、この作品が初登場となるメタノイドの女戦士ヘルマザリア（地獄の聖母騎士）は榊原良子、電子妖精カノンは戸田恵子が担当している。
本作の公開に併せ、1997年10月10日から1998年にかけてニッポン放送の『岩男潤子と荘口彰久のスーパーアニメガヒットTOP10』内とABCラジオで「原作アンドロメダ編」と「エターナル編」の冒頭エピソードを基にした全18話のラジオドラマが放送された。回想シーンに出てくるプロメシュームの姿は原作のものとなっている。
『999』シリーズでは初の、全編デジタル彩色で制作され、999号は3DCGで描かれている。翌年の完結編で「ヤマト」の登場が予定されていたため、本編エンディング直前のカットに後ろ姿で登場した。

#### キャスト
- 星野鉄郎 - 野沢雅子
- メーテル - 池田昌子
- 車掌 - 肝付兼太
- ヘルマザリア - 榊原良子
- カノン - 戸田恵子
- イーゼル - 日高のり子
- イーゼルの父 - たてかべ和也
- クレア - 皆口裕子
- ハーロック - 山寺宏一
- ナレーター - 夏八木勲

#### スタッフ
- 原作・総設定 - 松本零士
- 脚本 - 武上純希
- 監督 - 宇田鋼之介
- キャラクターデザイン・作画監督 - 加々美高浩
- 美術監督 - 行信三
- 音楽 - 田中公平

#### サウンドトラック
主題歌 - 「Brave Love 〜Galaxy Express 999」
作詞・作曲 - 高見沢俊彦 / 編曲・歌 - THE ALFEE
挿入歌 - 「Galaxy Express 999 MOTHER」
作詞 - 冬杜花代子 / 作曲・編曲 - 田中公平 / 歌 - 吉岡小鼓音
上記の作品はすべて東映動画製作。

### その他の劇場公開作品
銀河鉄道999 ガラスのクレア
テレビシリーズ放映中、アニメ映画版の第1作と第2作のあいだにあたる1980年3月15日に、東映まんがまつりの1本として劇場公開された17分の短編作品。テレビシリーズのスタッフにより製作された。TV版第3話では物語の一部として描かれ多少省略されていた部分が詳しく描かれており、クレア役の声優も川島千代子から麻上洋子に変更されている。
銀河鉄道999 虹の道標
北九州博覧祭2001にて公開された作品。内容は、北九州を舞台にしたオリジナル・ストーリー。2010年8月13日にはBS2「全駅停車!銀河鉄道999ぜんぶみせます」にてテレビ放映された。
銀河鉄道999〜夢と希望のステーション〜
京都・東映太秦映画村にて上映された9分間の作品。内容はオリジナル・ストーリー。
銀河鉄道999 ダイヤモンドリングの彼方へ
鹿児島県で開かれたイベント『銀河鉄道999映画祭in鹿児島』で上映。初上映は同イベント開催初日の2009年9月9日。内容は鹿児島を舞台にしたオリジナル・ストーリーで、2009年7月22日の日食で皆既日食を迎えた鹿児島に鉄郎とメーテルが999号で訪れ、鉄郎が宇宙飛行士志望の少年・翔（声：安田早希、成人後は桜塚やっくん）に999のパスを渡すというもの。JAXA宇宙飛行士の若田光一も本人役で登場している。上映時間は16分39秒（999秒）。

## プラネタリウム上映作品
銀河鉄道999〜消えた太陽系〜
プラネタリウム番組として製作された作品。公開は「大阪府 / 堺市教育文化センター（2002年5月25日 - ）」「岡山県 / 岡山天文博物館（2002年6月8日 - ）」「熊本県人吉市 / カルチャーパレス（2007年 冬の投影番組）」等。ファンタズマ太陽系を舞台にしたオリジナルストーリーで、東映のアニメーションではなく、全編スライド投影作品である。
銀河鉄道999 for PLANETARIUM
プラネタリウム番組として製作された作品。公開は「東京都 / 板橋区立教育科学館（2002年6月1日 - ）」「大阪府 / 豊中市青年の家 いぶきプラネタリウム館（2002年6月2日 - ）」等。惑星プリズナートを舞台にしたオリジナル・ストーリー。鉄郎が出会った少女ユマは宇宙船建造を夢見ていた。
銀河鉄道999 星空はタイムマシーン
漫画の連載開始30周年記念作品として製作された作品。上記の2作品とは異なり、IMAX用全天周大型映像作品である。全3部を予定しているとされたが、恐竜絶滅をテーマにしたオリジナルストーリーの第1部「太陽系・恐竜絶滅編」が公開されたのみにとどまり、第2部「外宇宙・馬頭星雲編」と第3部「超時空・星空はタイムマシーン編」は製作されていない。純粋なプラネタリウム用作品ではないが、プラネタリウム上映作品としては初めて東映が配給した作品である。映像は全編3DCGとなっている。2007年7月14日より郡山市ふれあい科学館で公開され、全国の大型映像施設（IMAXシアター）で順次公開された。
銀河鉄道999 〜赤い星ベテルギウス いのちの輝き〜
全天周大型映像プラネタリウム番組、CGドームシアター特別番組。制作は東映アニメーション（アニメパート）、有限会社ライブ（CGパート）、コニカミノルタプラネタリウム。監督：上坂浩光、アニメーション監督：勝間田具治、音楽：タケカワユキヒデ、協力：的川泰宣。
ディスカバリーパーク焼津とつくばエキスポセンター他で、2014年1月3日以降より上映。

## WEBアニメ
インターネットアニメーション 銀河鉄道999
東映アニメーションとコンテンツジャパンがAdobe Flash（FLASH）で制作、インターネットで有料公開したリメイク作品（1話あたり約15分の短編）。999にちなんで、2002年9月9日9時から全6話を有料配信した（当時の価格は1話あたり500円）。2003年には「銀河鉄道999 不滅の空間軌道」のタイトルで2巻のDVDに収録されて発売。監督はテレビシリーズの西沢信孝と新たに小坂春女が担当。主要なキャストは野沢雅子、池田昌子、肝付兼太に加えナレーターは高木均と従来の配役を踏襲し、原作者の松本零士もメーテルに命令する謎の声として特別出演。また、テレビアニメでは多少のアレンジが加えられていたのに対して、本作は原作漫画に忠実に作られている。
FLASHでリメイクした背景としては制作当時、日本の一般家庭におけるインターネット回線はISDNが多く、（当時としては）高画質なアニメーションを軽量なデータ送信で提供する事が可能と判断されたため。なお当初はFLASHの特性を活かしたインタラクティブ性が取り入れられた配信が成されていたが、DVD版および現在各サイトで実施されている版ではソレは割愛され、普通の映像作品として配信されている。
各話リスト（ネットアニメ）
ゲストキャラクターの声優はテレビアニメ版から変更されている。
| サブタイトル                     | その他のキャスト                                                 |
| -------------------------------- | ---------------------------------------------------------------- |
| 第1話 出発（たびだち）のバラード | 滝沢久美子（鉄郎の母）、中村秀利（機械伯爵）、松本零士（謎の声） |
| 第2話 タイタンの眠れる戦士       | 巴菁子（老婆）                                                   |
| 第3話 蛍の街                     | 加藤ゆう子（フライヤ）                                           |
| 第4話 白骨の歌                   | 麦人（ホロホロ）、勝生真沙子（ホロホロの恋人）                   |
| 第5話 サケザン大陸               | 三宅健太（サケザン）、柚木涼香（ライザ）                         |
| 第6話 嵐が丘のキラ               | 大谷育江（キラ）、川久保潔（キラの父）                           |

銀河鉄道999 〜時空を超えたエネルギーの旅〜
九州電力のホームページで公開されていたアニメーションで、九電の事業をPRする内容となっている。原作者の松本零士も参画し、制作費は数千万円。season.1は2010年7月末から1話ずつ配信され、9月24日までに計5話が配信された。2011年2月よりseason.2を全4話公開。現在は配信終了。
| season.1                                                                                           | season.2                                                                         |
| -------------------------------------------------------------------------------------------------- | -------------------------------------------------------------------------------- |
| - 第1話 惑星ルミア - 第2話 惑星リジャー - 第3話 二重惑星のタイン - 第4話 惑星エナ - 第5話 惑星地球 | - 第1話 未来からの伝言 - 第2話 灼熱の星 - 第3話 星を守る想い - 特別篇 発電所公開 |

## その他の作品
リニアエクスプレス999
1989年に開催された世界デザイン博覧会のJR東海リニアステーションで公開された10分間の3D立体映画。鉄郎とメーテルが鉄道の歴史を紹介する内容だった。
花と緑の博覧会 銀河鉄道999
1990年に開催された国際花と緑の博覧会で公開。発注元はジャスコ。3分49秒の作品。
銀河鉄道999〜ガラスのクレア〜
3D立体映画として製作されたCG作品。2000年2月24日から東京の丸の内東映などで公開された。内容はアンドロメダ編の中の一編「ガラスのクレア」を再構成したもの。細田守監督。音楽は東海林修、エンディング曲はゴダイゴ。15分12秒。
ギャラクシーエクスプレス999
エプソン 品川アクアスタジアム内のアトラクションに、フルCGで本作をモチーフにした屋内型コースター。2014年10月31日をもって終了した。「銀河鉄道999」のブルーレイのスペシャルディスクに全4種のコースの映像が収録されている。
「劇場版 銀河鉄道999」シネマ・コンサート
2021年2月6日に国際フォーラム、2月11日にフェニーチェ堺にて開催されたシネマ・コンサート。1979年公開の「劇場版 銀河鉄道999」を、セリフや効果音はそのままに上映しつつ音楽パートをフルオーケストラによる生演奏で再現した。タケカワユキヒデもゲスト出演して主題歌を披露。会場内アナウンスをメーテル役を演じた池田昌子が担当した。本コンサートは好評を博し、同年6月5日に国際フォーラムにて再演された。

## 関連商品

### 映像ソフト
VHSビデオ
映画3作品がソフト化されたほか、テレビシリーズは1巻につき4話収録で1997年に全6巻のベストセレクションとしてソフト化された。テレビスペシャル3本もそれぞれビデオ化されている。これらの販売は東映ビデオ。
LD（レーザーディスク）
「銀河鉄道999 ギャラクシーボックス」として、劇場版第1作と第2作をLD3枚組で1995年9月20日に発売。販売はバンダイビジュアル、東映ビデオ。テレビシリーズも「1作目・メガロポリスボックス（9枚組）」「2作目・鉄郎&メーテルボックス（10枚組）」「3作目・アンドロメダボックス（10枚組）」の3集に分け、東映ビデオより発売された。
DVD
映画3作品と「ガラスのクレア」を収録したDVD-BOXは2001年7月27日に発売された。このDVD版以降劇場版初期二作品はオリジナルのスタンダードサイズから上下トリミングのビスタサイズ収録が基準となった。2002年10月21日には、3作品全てが単品発売された。テレビシリーズは2002年から2003年にかけて全6集のDVD-BOXで発売。DVD-BOX6には特典映像として「ガラスのクレア」に加え、総集編「少年の旅立ちと別れ」も収録されている。後に2004年から2005年にかけて全29巻で単品発売も行なわれたほか、テレビスペシャル3本を収録したDVD-BOX「時の輪の旅人」も発売された。これらの販売はavex trax。テレビシリーズはこのほかにも、KEEPより1巻につき2話収録で全20巻の「スペシャルセレクション」としてソフト化もされている。
また、2012年6月19日よりデアゴスティーニ・ジャパンから毎号3話ずつ収録したDVD付きマガジン「隔週刊 銀河鉄道999DVDコレクション」が創刊された。アニメシリーズ、総集編、TVスペシャル全117話を完全収録し、2013年12月27日発売の第41号をもって完結した。
BD（ブルーレイ）
映画3作品については、「999」にちなみ単品発売ならびに3作品すべてを収録したBD-BOXが2009年9月9日発売。TV版も2014年3月以降BD-BOX全7巻が順次発売された。劇場版第1作と第2作は劇場公開時の上下をトリミングした16:9で収録され、5.1ch化されている（音楽はステレオ収録の音源を使い、効果音はセンターチャンネルMIXのセリフと音楽の被っていない部分を分解して拡張）。TV版BD-BOXについては、マスターフィルム未発見の為、DVD版マスターをブラッシュアップしたものを元にしている。
4K UHD Blu-ray
劇場版第1作と第2作の4Kリマスター版を4K UHD Blu-rayとブルーレイの2枚組で単品発売および2作品と設定資料、復刻台本、絵コンテ集等を収録したBOXが2022年5月11発売。UHD Blu-rayは劇場公開時の16:9と上下トリミングされる前の4:3の2種類、ブルーレイは4:3で収録。音声は5.1ch素材をもとにドルビーアトモス化された。
小説
映画版の「銀河鉄道999」と「さよなら銀河鉄道999」が集英社文庫 コバルトシリーズで小説化された。また、小説ヤング版もある（こちらは上下巻に分かれている）。

### フィルムコミック
講談社アニメコミックス
映画第1作と映画第2作を漫画仕立てにしたフィルムコミックが、それぞれ全4巻で刊行されている。

- 銀河鉄道999
  1. 旅立ち
  2. 謎の時間城へ
  3. 機械伯爵との対決
  4. メーテルとの別離

- さよなら銀河鉄道999 -アンドロメダ終着駅-
  1. 旅立て!鉄郎
  2. 謎の黒騎士
  3. 新女王メーテル
  4. 機械帝国の崩壊

長らく絶版だったが、映画第1作のフィルムコミックス全4巻は1999年11月22日に、映画第2作のフィルムコミックス全4巻は2000年1月22日に、表紙カバーをリニューアルした復刻版がそれぞれ刊行された。
少年画報社 カラーANIMEコミックス
テレビスペシャルのフィルムコミック。『君は戦士のように生きられるか!!』を全3巻で、『永遠の旅人 エメラルダス』を全2巻で刊行。

## テレビ特番など
新竹取物語1000年女王 松本零士の世界
1980年11月11日の火曜日にフジテレビで放送された、『新竹取物語 1000年女王』を紹介・宣伝する特別番組。松本ブームが最高潮だったため、『宇宙戦艦ヤマト』『999』など多くの松本アニメに登場するキャラクターと実写パートを組み合わせて製作された作品。本項目のキャラクターも同番組に比較的多く登場している。詳細は『1000年女王』のテレビ特番の項を参照。
全駅停車！全部みせます「銀河鉄道999」
2010年8月9日から8月13日にかけてNHK-BS2で5夜連続で放送。進行役として車掌に扮したNHKアナウンサー高市佳明と、メーテルに扮したモデルの杏のほか、原作者の松本零士インタビューや声優座談会（野沢雅子、肝付兼太はスタジオに登場し、池田昌子は声のみだった）が放送された。初回と最終回を含むテレビアニメ版計30話のほか、劇場版、原作漫画を加工した映像が加えられたNHKラジオドラマ版が放送となった。
NHKスペシャル 2010年9月18日放送分
午後10時より総合テレビで放映されたNHKスペシャルで、松本零士が番組のために描き下ろした『999』のカラー漫画が挿入された。これは画面に映し出された漫画のキャラクターのセリフにアニメの声優が声を当てる形となっており、野沢雅子が鉄郎を、池田昌子がメーテルの声をそれぞれ担当し、BGMもテレビアニメのものを使用していた。

### ものまね
- 鉄オタ選手権（NHK総合テレビ、BSプレミアム）
  - 「京阪電車の陣」2017年4月15日放送分
  - 「近鉄電車の陣」2017年10月1日放送分
  - 「東武鉄道の陣」2018年2月21日放送分
  - 「阪神電車の陣」2018年5月11日放送分
  - 「京成電鉄の陣」2018年11月17日放送分
  - 「阪急電鉄の陣」2019年2月22日放送分
  - 「西武鉄道の陣」2019年5月22日放送分
  - 「関西私鉄大集合スペシャル」2019年7月26日放送分
  - 「西鉄電車の陣」 2019年9月25日放送分
  - 「名鉄電車の陣」2019年11月20日放送分
  - 「JR西日本の陣」2020年11月20日放送分

中川家司会の単発番組では、どの陣でもメーテルに扮したのは旭堂南鈴（ミスマッチ）。なりきりの鉄郎には、昴生（ミキ、京阪電車の陣）、せいや（霜降り明星、近鉄電車の陣）、益子卓郎（U字工事、東武鉄道の陣）、塙宣之（ナイツ、京成電鉄の陣）、草薙航基（宮下草薙、名鉄電車の陣）がメーテルのお供として、さらに、ご本人・星野鉄郎の声優を扮した田島直弥（アイデンティティ）も登場。偽メーテルには「南海電車の陣」で解答者を務めたZAZYも登場。